# Veliko Kozje
Veliko Kozje este o arie protejată (arie specială de conservare — SAC, sit de importanță comunitară — SCI) din Slovenia întinsă pe o suprafață de 603,86 ha, integral pe uscat.

## Localizare
Centrul sitului Veliko Kozje este situat la coordonatele 46°04′44″N 15°11′03″E / 46.0789°N 15.1843°E.

## Înființare
Situl Veliko Kozje a fost declarat sit de importanță comunitară în aprilie 2004 pentru a proteja un număr necunoscut de specii din flora spontană și fauna sălbatică aflate în arealul zonei. Situl a fost protejat și ca arie specială de conservare în februarie 2012.

## Biodiversitate
Situată în ecoregiunea continentală, aria protejată conține 3 habitate naturale: Pajiști carstice calcaroase sau bazofile, de Alysso-Sedion albi, Pante stâncoase calcaroase cu vegetație casmofită, Păduri ilirice de Fagus sylvatica (Aremonio-Fagion).
La baza desemnării sitului se află un număr nedeclarat de specii protejate.